# Tasmanski vrag
Tasmanski vrag (Sarcophilus harrisii) je mesojed tobolčar koji sada u divljini živi samo na Tasmaniji.
Tasmanski vrag je jedini živući pripadnik roda Sarcophilus. Velik kao maleni pas, ali zdepaste i snažne građe, tasmanski vrag je, nakon izumiranja psoglavog vučka 1936., najveći mesojedi tobolčar. Obilježava ga crno krzno, smrad koji ispušta kada je pod stresom, izrazito glasan i uznemiravajući vrisak, kao i krvožednost kada se hrani. Može loviti plijen i jesti strvine te, iako je obično solitaran, jelo nekada dijeli s drugim tasmanskim vragovima.
Tasmanski vrag je iskorjenjen s australskog kopna tijekom zadnjih 3000 godina, dobro prije naseljavanja bijelaca 1788. Budući da su na njih gledali kao na prijetnju stoci na Tasmaniji, tasmanski vragovi su lovljeni do 1941., kada su postali službeno zaštićeni.
Od kasnih devedesetih god. 20. st. tumor lica dosta je smanjio populaciju tasmanskih vragova i sada predstavlja prijetnju opstanku vrste, koja je u svibnju 2009. proglašena ugroženom. Vlada Tasmanije trenutno provodi programe za smanjenje utjecaja bolesti.

## Taksonomija
Prirodoslovac George Harris je napisao prvi opis tasmanskog vraga 1807. i nazvao ga Didelphis ursina. 1838. tasmanski vrag je nazvan Dasyurus laniarius od strane Richarda Owena, prije nego što je premješten u rod Sarcophilus 1841. i nazvan Sarcophilus harrisii ("Harrisov ljubitelj mesa") od strane Pierrea Boitarda. Kasnija revizija taksonomije tasmanskog vraga, izdata 1987., je pokušala da ga preimenuje u Sarcophilus laniarius, što se baziralo na fosilima nekolicine životinja s kopna Australije. Vijeće taksonoma ovo uglavnom nije prihvatilo; na kraju, za vrstu je ostavljen naziv S. harrisii, a S. laniarius je dat jednoj fosilnoj vrsti.

### Filogenija
Tasmanski vrag pripada porodici Dasyuridae. Rod Sarcophilus sadrži još dvije vrste poznate samo iz pleistocenskih fosila, S. laniarius i S. moomaensis. Veza između te tri vrste nije jasna. Filogenetska analiza je pokazala da je tasmanski vrag daleki srodnik psoglavog vučka.

## Fizički opis
Tasmanski vrag je najveći živući mesojedi tobolčar u Australiji. Zdepaste je građe, s velikom glavom i repom koji čini polovinu dužine tijela. Neobično za tobolčara, prednji udovi su nešto duži od zadnjih. Mogu trčati brzinom do 13 km na sat na kratke razdaljine. Krzno je obično crno, a nepravilne bijele šare na prsima i trtici su česte. Mužjaci su obično veći od ženki, s prosječnom dužinom od 652 mm od glave do početka repa. Rep je dug 258 mm. Prosječna težina je 8 kg. Prosječna dužina tijela i glave kod ženke je 570 mm, s repom od 244 mm i prosječnom težinom od 6 kg. Prosječna dužina života tasmanskog vraga u divljini je 6 godina, ali u zatočeništvu duže žive.
Tasmanski vrag nakuplja masti u svom repu, pa nezdravi vragovi obično imaju tanke repove. Koristi mirisne žlijezde pri bazi repa da označi tlo iza sebe mirisom. Kada ga se uznemirava, vrag ispusti odvratan smrad, skoro isto tako smrdljiv kao kod tvora.
Vrag ima duge brkove na licu i grude na glavi. Pomažu mu da nađe plijen u mraku, a pokazuju i koliko je drugi vrag blizu dok se hrane. Sluh je dominantno čulo, a također ima i odlično čulo mirisa. Kako tasmanski vragovi love noću, izgleda da vide crno-bijelo. Tako mogu lako vidjeti pokrete, ali imaju teškoća kada gledaju predmete koji se ne pomjeraju.
Jedna analiza snage ugriza kod sisavaca u odnosu na veličinu tijela pokazuje da vrag ima najjači ugriz, preko 35 000 kPa. Snaga ugriza je tako velika jer je i glava velika. Također ima i zube koji rastu polako tokom života. Zubi i vilice tasmanskog vraga i hijene su slični, što je jedan primjer konvergentne evolucije.

## Razmnožavanje
Ženke se počnu razmnožavati kada dostignu spolnu zrelost, obično nakon druge godine. Nakon toga, plodne su jednom godišnje. Parenje počinje u ožujku, na zaklonjenim mjestima, i danju i noću. Tijekom sezone parenja mužjaci se bore za ženke, a ženke se pare s dominantnim mužjakom. Nisu monogamni, a ženke će se pariti s još nekoliko mužjaka ako dominantni ne pazi na njih nakon parenja. Trudnoća traje 21 dan, a svaka ženka rodi 20-30 mladih od kojih svaki teži prosječno 0,18–0,24 grama. Kada se mladi rode, kompeticija je žestoka dok se iz vagine penju do tobolca. Kada uđu unutra, svaki prihvati dojku i ostaje tako 100 dana. Tobolac ženke tasmanskog vraga, kao i vombatov, je otvoren na kraju, pa je ženki teško da ima fizički dodir s mladima. Iako se rodi mnogo mladih, ženka ima samo četiri dojke, pa tako nikada nema više od četiri bebe u tobolcu; što je ženka starija, to okoti manje mladunaca. U prosjeku, preživi više ženki nego mužjaka.
U tobolcu, mladi se brzo razvijaju. Nakon 15 dana uši su vidljive. Očni kapci se pojave nakon 16 dana, brkovi nakon 17 dana, usne nakon 20 dana. Mladima počne rasti krzno nakon oko 49 dana, a nakon 90 imaju cijelo krzno. Oči im se otvore kratko nakon razvitka krzna - između 87 i 93 dana. Napuštaju tobolac 105 dana nakon rođenja. Izgledaju kao male kopije roditelja i teže otprilike 500 grama. Za razliku od mladih klokana, mladi tasmanskog vraga se ne vraćaju u tobolac; umjesto toga, ostaju u jazbini sljedeća tri mjeseca. Prvi put izlaze van između listopada i prosinca, a postanu neovisni u siječnju. Ženke odgajaju mlade šest mjeseci tijekom jedne godine.

## Ponašanje
Tasmanski vragovi su rasprostranjeni i prilično česti na Tasmaniji, ali brzo umru od tumora lica. Žive u svim staništima, pa i rubovima urbanih područja, a posebno vole suhe šume i šume na obali. Tasmanski vrag je noćna vrsta, a dan provodi u gustom grmu ili u rupi. Mladunci se mogu penjati na drveće, ali to postaje sve teže kako odrastaju. Mogu također i plivati. Solitarni su i ne formiraju čopore. Zauzimaju teritorije od 8–20 km², koji se mogu dosta preklapati s teritorijima drugih vragova.
Tasmanski vragovi mogu loviti plijen do veličine malenog klokana, ali su inače oportunisti i jedu i strvine. Najviše voli vombate, ali jede i sve ostale malene životinje, domaće životinje, ptice, ribe, žabe i gmazove. Ishrana im mnogo varira i zavisi od dostupne hrane. U prosjeku jedu oko 15% svoje tjelesne težine svaki dan; međutim, mogu pojesti do 40% u 30 minuta ako im se pruži prilika. Tasmanski vragovi jedu sve dijelove strvine, uključjući i kosti i krzno, zajedno s mesom i unutrašnjim organima. Što se ovoga tiče, farmeri ga smatraju korisnim jer brzo pojedu strvinu i zaustave širenje kukaca koji mogu nauditi stoci.
Iako love sami, hranjenje je društveni događaj za tasmanske vragove. Može se skupiti i do 12 životinja, a njihovo glasanje se može čuti nekoliko kilometara dalje. Mužjaci su agresivniji pri hranjenju i često zadobiju ožiljke.

## U kulturi
Tasmanski vrag je ikonska životinja Australije. Simbol je Tasmanije. Zbog specifičnog ponašanja, bio je subjekt brojnih dokumentaraca i dječjih knjiga i životinjama.
Možda je najpoznatiji tasmanski vrag "Taz" iz Looney Tunes serija. Osim ispuštanja sličnih zvukova, velikog apetita i nekih fizičkih sličnosti, zapravo i nema nekih sličnosti s pravim tasmanskim vragom.

## Više informacija
- vražja lična tumorska bolest

## Drugi projekti
|  | Zajednički poslužitelj ima još gradiva o temi tasmanski vrag |
|  | Wikivrste imaju podatke o taksonu tasmanskom vragu           |